# Kade Sidiyasa
Kade Sidiyasa ( 1961 - 2014 ) es un botánico y explorador indonesio. Se ha especializado en la taxonomía de la familia de las orquídeas locales.

## Algunas publicaciones
- kade Sidiyasa, timothy charles Whitmore, i. gusti m. Tantra. 1986. Tree flora of Indonesia: check list for Sumatra. 381 pp.
- ------------, ------------, ------------. 1990. Tree flora of Indonesia: check list for Kalimantan, Volumen 1.
- ------------. 1992. A monograph of Alstonia (Apocynaceae)
- paul j.a. Kessler, kade Sidiyasa. 1994. Trees of the Balikpapan-Samarinda area, East Kalimantan, Indonesia: a manual to 280 selected species. Volumen 7 de Tropenbos series. Ed. Tropenbos Foundation. 446 pp. ISBN	9051130198
- 1997. Tree flora of Indonesia, check list for Irian Jaya. 367 pp.
- ------------. 1998. Taxonomy, phylogeny, and wood anatomy of Alstonia (Apocynaceae). 230 pp. Blumea, Suppl. 11, ISBN 90-71236-35-8. (Galardonado con la Medalla Engler por la International Association for Plant Taxonomy)
- paul j.a. Kessler, kade Sidiyasa. 1999. Pohon-Pohon Hutan Kalimantan Timur: pedoman menganal 280 jenis pohon pilihan di daerah Balikpapan-Samarinda (Árboles árboles forestales de Kalimantan Oriental: Conocer las directrices 280 árbol de selección de la especie en el Balikpapan-Samarinda) . Volumen 2 de Tropenbos-Kalimantan series. Ed. MOFEC-Tropenbos-Kalimantan Project. 472 pp. ISBN 9051130368

- La abreviatura «Sidiy.» se emplea para indicar a Kade Sidiyasa como autoridad en la descripción y clasificación científica de los vegetales.[1]